# Остерспай
Остерспай (нем. Osterspai) — община в Германии, в земле Рейнланд-Пфальц. 
Входит в состав района Рейн-Лан. Подчиняется управлению Браубах.  Население составляет 1234 человека (на 31 декабря 2010 года). Занимает площадь 13,00 км².